# Polycera elegans
Polycera elegans (Bergh, 1894) è un mollusco nudibranchio della famiglia Polyceridae.

## Biologia
Le uova di questa specie sono spesso predate da altre specie di nudibranchi, tra cui Favorinus blianus e Favorinus branchialis.